# 그레이스 앤 프랭키
《그레이스 앤 프랭키》(Grace and Frankie)는 넷플릭스에서 2015년 5월 8일부터 2022년 4월 29일까지 방영한 코미디 드라마이다. 로펌 파트너 사이인 남편들이 사랑에 빠져 동시에 커밍아웃하고 이혼을 청하자 원래 그리 사이가 좋지 않았던 그레이스와 프랭키는 새로 유대를 쌓으며 둘도 없는 절친이 된다.

## 출연

### 주연
- 제인 폰다 - 그레이스 핸슨 역. 결혼 전 성은 퍼셀이다. 현실 감각을 갖춘 화장품 업계 거물로, 마티니를 좋아한다. 브리아나와 맬러리의 어머니이자 매디슨, 매클린, 쌍둥이의 할머니이다. 로버트의 전 아내이며 후에 닉과 재혼하지만 역시 이혼한다.
- 릴리 톰린 - 프랜시스 "프랭키" 버그스틴 역. 결혼 전 성은 멩겔라이다. 창의력이 뛰어나지만 별난 예술가로, 늘 마음이 이끄는대로 행동하며, 위기에 빠져 그레이스가 구출해주는 상황이 자주 발생한다. 아끼는 주변인을 위해서라면 무슨 일이든 감행한다. 버드와 카이오티의 입양모, 페이스의 할머니, 앨리슨의 시모, 솔의 전 아내이다.
- 샘 워터스턴 - 솔 버그스틴 역. 이혼 전문 변호사에서 게이 인권 운동가로 변모한다. 프랭키와 40년간 결혼 생활을 했으나 실은 로버트와 사랑에 빠져있었고 커밍아웃을 한 뒤 로버트와 재혼한다. 프랭키의 전남편, 카이오티와 버드의 입양부, 페이스의 할아버지, 앨리슨의 시부이다.
- 마틴 신 - 로버트 핸슨 역. 성공한 이혼 전문 변호사이나 은퇴 후 연극계에 투신한다. 로펌 파트너 솔과 사랑에 빠져 40년간 결혼 생활을 한 그레이스와 이혼하고 솔과 재혼한다. 그레이스의 전남편, 브리아나와 맬러리의 아버지, 매클린, 매디슨, 쌍둥이의 할아버지이다. 피터와 절친 사이이다.
- 준 다이앤 레이필 - 브리아나 "브리" 핸슨 역. 그레이스와 로버트의 장녀이다. 그레이스가 은퇴하면서 화장품 회사 세이 그레이스의 CEO가 되었다. 배리의 여자친구, 로런의 숙적, 닉과 솔의 의붓딸이다.
- 브루클린 데커 - 맬러리 핸슨 역. 그레이스와 로버트의 차녀, 브리의 동생, 닉과 솔의 의붓딸이다. 매디슨, 매클린, 쌍둥이의 어머니이다. 미치의 아내였으나 시즌 3에서 이혼한다.
- 이선 엠브리 - 카이오티 버그스틴 역. 프랭키와 솔의 첫째 입양아들, 버드의 형, 페이스의 삼촌, 제시카의 남편이다. 중독 재활 치료를 받고 있으며 중학교 음악 교사로 재직 중이다.
- 배런 본 - 누아부디케이 "버드" 버그스틴 역. 프랭키와 솔의 둘째 입양아들, 카이오티의 동생, 페이스의 아버지, 앨리슨의 남편이다. 변호사이며, 솔이 은퇴하면서 로펌을 물려받는다.

### 조연
- 피터 캠버 - 배리 역
- 크레이그 T. 넬슨 - 가이 역
- 어니 허드슨 - 제이컵 역
- 제프 스털츠 - 미치 역
- 팀 배글리 - 피터 역
- 마이클 찰스 로먼 - 애덤 역
- 브리트니 이시바시 - 에리카 역
- 에스텔 파슨스 - 베이브 역
- 샘 엘리엇 - 필 밀스틴 역
- 마샤 메이슨 - 알린 역
- 밀리선트 마틴 - 조앤마거릿 역
- 린지 크래프트 - 앨리슨 지암피에트로스미코비츠 역
- 피터 갤러거 - 닉 스콜카 역
- 에드 애즈너 - 하워드 제이 역
- 잭 플로트닉 - 폴 역
- 메건 퍼거슨 - 나디아 역
- 스콧 에번스 - 올리버 역
- 스테이시 파버 - 조 역
- 마크 데클린 - 로이 역
- 리사 쿠드로 - 슈리 역
- 루폴 - 벤저민 러데이 역
- 안젤리크 카브랄 - 리즈 역
- 크리스틴 우즈 - 제시카 역
- 마이클 매키언 - 잭 역
- 메리 스틴버전 - 미리엄 역
- 브룩 도세이 - 첼시 역
- 니콜 서먼 - 얼레이나 세이다 역
- 탈리아 샤이어 - 테디 멩겔라 역
- 로이스 스미스 - 핸슨 부인 역

### 특별 출연
- 케니 로긴스 - 본인 역